# Mitropapokal 1934
Der Mitropapokal 1934 war die 8. Auflage des internationalen Cupwettbewerbs. Es nahmen die besten Mannschaften Österreichs, Ungarns, der Tschechoslowakei und Italiens teil. Es handelte sich zumeist um die Meister, Vizemeister und Cupsieger der jeweiligen Länder. Die Teilnehmer spielten im reinen Pokalmodus mit Hin- und Rückspielen im wichtigsten kontinentalen Fußballwettbewerb in der Zeit vor dem Zweiten Weltkrieg. Bei Gleichstand nach zwei Spielen wurde ein Entscheidungsspiel durchgeführt. Alle 16 Vereine starteten im Achtelfinale, wobei die Begegnungen zwischen Sparta Prag und Hungaria FC Budapest wiederholt werden mussten. Der Titelverteidiger FK Austria Wien unterlag dort bereits dem ungarischen Vertreter Újpest Budapest.
Das Finale fand innerhalb von nur 4 Tagen am 5. und 9. September 1934 in Wien und Bologna statt. Beide Endspiele wurden von englischen Schiedsrichtern geleitet, da die Italiener ungarische und tschechische Schiedsrichter als befangen ablehnten. Im Rückspiel, das in Anwesenheit von Bolognas Bürgermeister und Mussolinis Söhnen Bruno und Vittorio stattfand, verloren die Wiener in der 10. Spielminute verletzungsbedingt bereits einen Spieler und nach den Seitenwechsel konnte ein weiterer Wiener ebenfalls aufgrund einer Verletzung nur noch als "Statist" mitwirken. Durch diese Schwächung kam AGC Bologna zu einem unerwartet hohen Sieg und wurde nach 1932 als erste Mannschaft zum zweiten Mal Mitropapokal-Sieger. Torschützenkönig des Wettbewerbs wurde dieses Mal Carlo Reguzzoni von der Siegermannschaft mit zehn Treffern.

## Achtelfinale
Die Hinspiele fanden am 12., 16., 17. und 19. Juni sowie am 8. Juli, die Rückspiele am 16., 23. und 24. Juni sowie am 11. Juli 1934 statt.
|                          | Gesamt    |                           | Hinspiel | Rückspiel |
| ------------------------ | --------- | ------------------------- | -------- | --------- |
| Sparta Prag              | (1)6:6(1) | Hungaria FC MTK Budapest  | 1:2      | 5:4       |
| FK Austria Wien          | 2:4       | Újpest FC                 | 1:2      | 1:2       |
| Ferencváros Budapest     | 10:10     | Floridsdorfer AC Wien     | 8:0      | 2:1       |
| Juventus Turin           | 5:2       | Teplitzer FK              | 4:2      | 1:0       |
| SK Kladno                | 4:3       | AS Ambrosia-Inter Mailand | 1:1      | 3:2       |
| AGC Bologna              | 3:2       | Bocskay FC Debrecen       | 2:0      | 1:2       |
| SK Admira Wien           | 2:2       | AC Neapel                 | 0:0      | 2:2       |
| Slavia Prag              | 2:4       | SK Rapid Wien             | 1:3      | 1:1       |
| Hungaria FC MTK Budapest | 3:3       | Sparta Prag               | 2:1      | 1:2       |

### Entscheidungsspiele
Die Spiele fanden am 26. Juni sowie am 1. und 15. Juli 1934 statt.
|                | Ergebnis        |                          |
| -------------- | --------------- | ------------------------ |
| Sparta Prag    | (1)5:2(1)       | Hungaria FC MTK Budapest |
| SK Admira Wien | 5:0             | AC Neapel                |
| Sparta Prag    | (L)1:1 n. V.(2) | Hungaria FC MTK Budapest |

1 Alle drei Begegnungen wurden vom Mitropa-Cup-Komitee annulliert, da die Ungarn gegen den Einsatz von Ferdinand Facsinek protestiert hatten, da dieser erst kurz zuvor von FC Zürich nach Prag gewechselt war, Sparta aber die Ablöse noch nicht komplett bezahlt hatte. So war Facsinek noch kein vollständiges Mitglied von Sparta und damit nicht spielberechtigt. Nach Begleichung des Restbetrages wurden die Spiele nochmals ausgetragen.
2 Auch das sechste Spiel zwischen beiden Teams brachte auch nach Verlängerung keine Entscheidung. So einigten sich beide Vereine auf einen Losentscheid, in dem Sparta das Glück auf seiner Seite hatte, aber nach dem Mitropacup-Reglement bereits nach der dritten Partie hätte disqualifiziert werden müssen.

## Viertelfinale
Die Hinspiele fanden am 30. Juni sowie am 1. und 18. Juli, die Rückspiele am 8. und 22. Juli 1934 statt.
|                      | Gesamt |                | Hinspiel | Rückspiel |
| -------------------- | ------ | -------------- | -------- | --------- |
| Ferencváros Budapest | 7:4    | SK Kladno      | 6:0      | 1:4       |
| Újpest FC            | 2:5    | Juventus Turin | 1:3      | 1:1       |
| AGC Bologna          | 7:5    | SK Rapid Wien  | 6:1      | 1:4       |
| SK Admira Wien       | 6:3    | Sparta Prag    | 4:0      | 2:3       |

## Halbfinale
Die Hinspiele fanden am 15. und 25., die Rückspiele am 22. und 29. Juli 1934 statt.
|                      | Gesamt |                | Hinspiel | Rückspiel |
| -------------------- | ------ | -------------- | -------- | --------- |
| Ferencváros Budapest | 2:6    | AGC Bologna    | 1:1      | 1:5       |
| SK Admira Wien       | 4:3    | Juventus Turin | 3:1      | 1:2       |

## Finale

### Hinspiel
| SK Admira Wien                                   | SK Admira Wien | AGC Bologna | AGC Bologna |
| ------------------------------------------------ | --- | --- | ----------- |
| SK Admira Wien                                   | \| 5. September 1934 in Wien (Praterstadion) \| \| Ergebnis: 3:2 (0:2) \| \| Zuschauer: 50.000 \| \| Schiedsrichter: William Walter Walden ( England) \|                                              | \| 5. September 1934 in Wien (Praterstadion) \| \| Ergebnis: 3:2 (0:2) \| \| Zuschauer: 50.000 \| \| Schiedsrichter: William Walter Walden ( England) \|                                                               | AGC Bologna |
| SK Admira Wien                                   | Peter Platzer – Robert Pavlicek, Anton Janda – Johann Urbanek, Karl Humenberger, Josef Mirschitzka – Ignaz Sigl , Wilhelm Hahnemann, Karl Stoiber, Anton Schall, Adolf Vogl Cheftrainer: Hans Skolaut | Mario Gianni – Eraldo Monzeglio, Felice Gasperi – Mario Montesanto , Aldo Donati, Giordano Corsi – Bruno Maini, Raffaele Sansone, Aldo Spivach, Francesco Fedullo, Carlo Reguzzoni Cheftrainer: Lajos Kovács ( Ungarn) | AGC Bologna |
| SK Admira Wien                                   | 1:2 Karl Stoiber (56.) 2:2 Adolf Vogl (58.) 3:2 Anton Schall (60.) | 0:1 Aldo Spivach (7.) 0:2 Carlo Reguzzoni (25.) | AGC Bologna |
| 5. September 1934 in Wien (Praterstadion)        | | |             |
| Ergebnis: 3:2 (0:2)                              | | |             |
| Zuschauer: 50.000                                | | |             |
| Schiedsrichter: William Walter Walden ( England) | | |             |

### Rückspiel
| AGC Bologna                                      | AGC Bologna | SK Admira Wien | SK Admira Wien |
| ------------------------------------------------ | --- | --- | -------------- |
| AGC Bologna                                      | \| 9. September 1934 in Bologna (Stadio Littoriale) \| \| Ergebnis: 5:1 (4:1) \| \| Zuschauer: 25.000 \| \| Schiedsrichter: Jimmy Jewell ( England) \|                                                                    | \| 9. September 1934 in Bologna (Stadio Littoriale) \| \| Ergebnis: 5:1 (4:1) \| \| Zuschauer: 25.000 \| \| Schiedsrichter: Jimmy Jewell ( England) \|                                                  | SK Admira Wien |
| AGC Bologna                                      | Mario Gianni – Eraldo Monzeglio, Felice Gasperi – Mario Montesanto, Aldo Donati, Giordano Corsi – Bruno Maini, Raffaele Sansone, Angelo Schiavio , Francesco Fedullo, Carlo Reguzzoni Cheftrainer: Lajos Kovács ( Ungarn) | Peter Platzer – Robert Pavlicek, Anton Janda – Johann Urbanek, Karl Humenberger, Josef Mirschitzka – Leopold Vogl, Karl Durspekt, Karl Stoiber, Wilhelm Hahnemann, Adolf Vogl Cheftrainer: Hans Skolaut | SK Admira Wien |
| AGC Bologna                                      | 1:0 Bruno Maini (21.) 2:1 Carlo Reguzzoni (33.) 3:1 Carlo Reguzzoni (40.) 4:1 Francesco Fedullo (44.) 5:1 Carlo Reguzzoni (88.)                                                                                           | 1:1 Adolf Vogl (32.) | SK Admira Wien |
| 9. September 1934 in Bologna (Stadio Littoriale) | | |                |
| Ergebnis: 5:1 (4:1)                              | | |                |
| Zuschauer: 25.000                                | | |                |
| Schiedsrichter: Jimmy Jewell ( England)          | | |                |

## Beste Torschützen
| Rang | Spieler             | Klub                     | Tore |
| ---- | ------------------- | ------------------------ | ---- |
| 1    | Carlo Reguzzoni     | AGC Bologna              | 10   |
| 2    | György Sárosi       | Ferencváros Budapest     | 7    |
|      | Adolf Vogl          | SK Admira Wien           | 7    |
| 4    | Franz Binder        | SK Rapid Wien            | 6    |
| 5    | Felice Borel        | Juventus Turin           | 5    |
|      | Ferdinand Facsinski | Sparta Prag              | 5    |
|      | Angelo Schiavio     | AGC Bologna              | 5    |
| 8    | János Dudás         | Hungaria FC MTK Budapest | 4    |
|      | Géza Toldi          | Ferencváros Budapest     | 4    |
|      | Wilhelm Hahnemann   | SK Admira Wien           | 4    |